# Wicked Pictures
Wicked Pictures — американская компания, основанная в 1993 году и занимающаяся производством различных порнографических материалов. Расположена в Канога-Парк, Калифорния, США. В 2006 году агентство Рейтер назвало её одной из ведущих порнографических студий США. Студия снимает только гетеросексуальные фильмы и с 2004 года придерживается политики съёмок секса с презервативом.
В декабре 2010 года студия заключила договор с Manwin на управление их веб-сайтом. В декабре 2020 года Стив Оренштайн продал студию компании Gamma Entertainment, которая назначила Акселя Брауна на пост руководителя производства.

## Награды
Список основных наград, выигранных фильмами студии:
- 1994 AVN Award — 'Best Video Feature' for Haunted Nights[5]
- 1996 AVN Award — 'Best Film' for Blue Movie[5]
- 1998 AVN Award — 'Best Vignette Release' for Heart & Soul[5]
- 2001 AVN Award — 'Top Selling Release of the Year' for Dream Quest[5]
- 2001 AVN Award — 'Top Renting Release of the Year' for Dream Quest[5]
- 2002 AVN Award — 'Best Video Feature' for Euphoria[5]
- 2003 AVN Award — 'Best DVD' for Euphoria[5]
- 2004 AVN Award — 'Best Video Feature' for Beautiful[5]
- 2007 AVN Award — 'Best Film' for Manhunters[5]
- 2008 AVN Award — 'Best Sex Comedy' for Operation: Desert Stormy[6]
- 2010 XBIZ Award — Peoples Choice 'Porn Studio of the Year'[7]
- 2011 XBIZ Award — Feature Studio of the Year[7]
- 2011 XBIZ Award — 'Feature Movie of the Year' for Speed[7]
- 2012 XBIZ Award — Best Art Direction for The Rocki Whore Picture Show: A Hardcore Parody[8]
- 2012 XBIZ Award — Specialty Release of the Year for Jessica Drake’s Guide to Wicked Sex: Anal Edition[8]
- 2012 XBIZ Award — All-Black Release of the Year for A Touch of Seduction[8]
- 2012 XBIZ Award — European Feature Release of the Year for Les Filles de la Campagne(Marc Dorcel/Wicked Pictures)[8]

## Актрисы

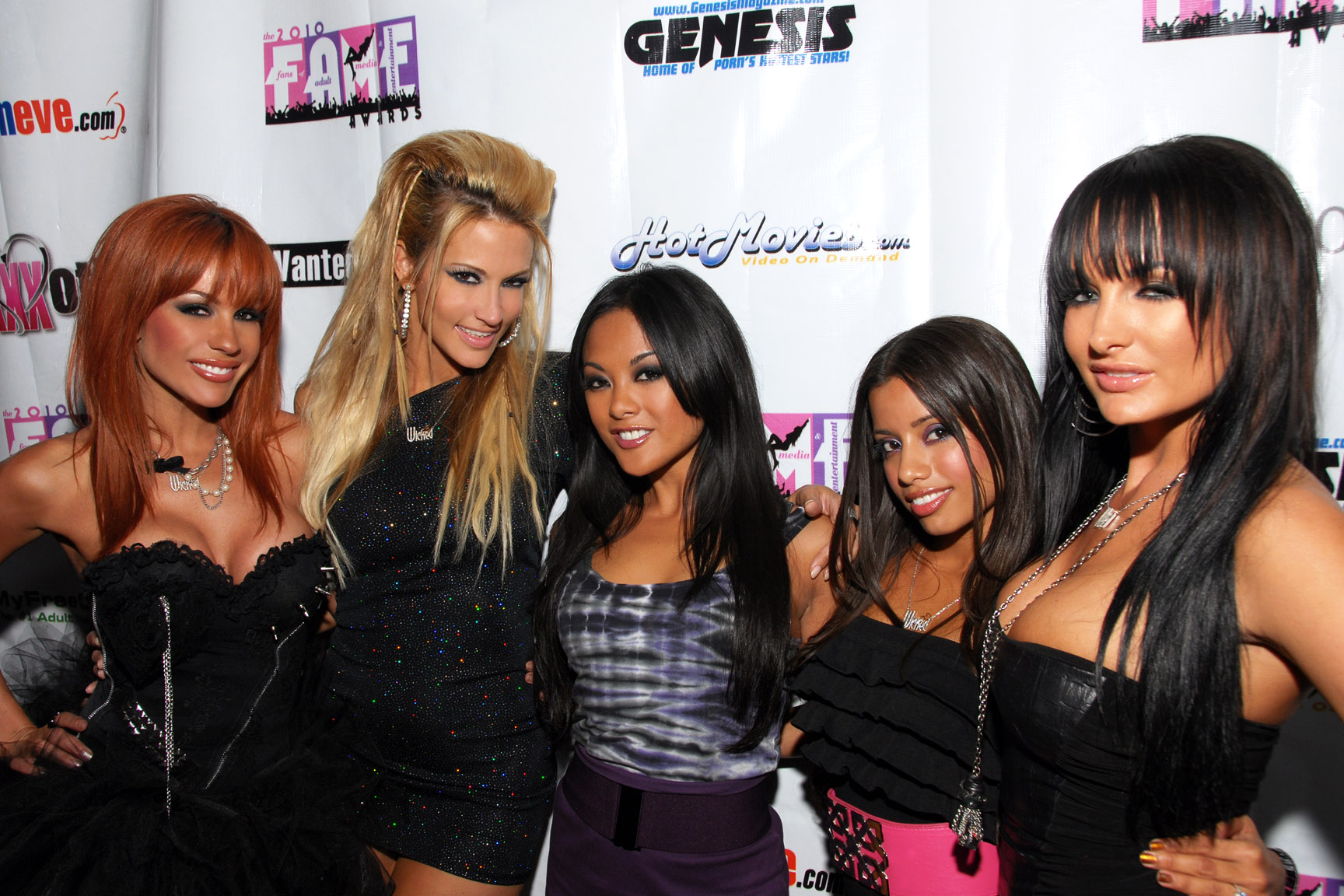
Актрисы Wicked Pictures Кирстен Прайс, Джессика Дрейк, Кейлени Леи, Лупе Фуэнтес и Алектра Блу в 2010 году

### В настоящее время[9][10]
- Сторми Дэниэлс (2002—н. в.)
- Джессика Дрейк (2003—н. в.)
- Кейлени Леи (2003—2005, 2007—н. в.)
- Саманта Сэйнт (2012—н. в.)
- Аса Акира (2013—н. в.)
- Эйден Эшли (2013—н. в.)
- Райли Стил (2013—н. в.)

### Бывшие актрисы

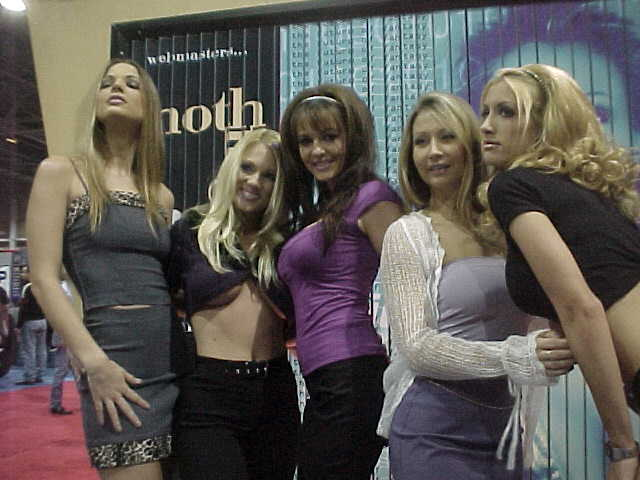
Актрисы Wicked Pictures Темптрис, Мисси, Девин Лейн, Серенити, Алекса Рэй на CES & IA2000

- Чейси Лейн[11] (1993—1995)
- Дженна Джеймсон[12] (1995—2000)[13][14]
- Serenity[15] (1996—2001)
- Мисси[16] (1997—1999)
- Стефани Свифт[17] (1997—2002)
- Темптрис[18] (1998—2000)
- Алекса Рэй[19] (1999—2001)
- Devinn Lane[20] (2000—2005)
- Sydnee Steele[21] (2001—2003)[22]
- Джулия Энн[23] (2001[24]—2004, 2006—2007[25])
- Keri Sable (2005)[26][27]
- Carmen Hart (2005—2007)[28]
- Микайла Мендес (2008—2009)[29][30]
- Lupe Fuentes (2010—2011)[31]
- Кирстен Прайс (2005—2011)
- Алектра Блу (2008—2013)[29]